# 梵蒂冈抄本
《梵蒂冈抄本》（拉丁語：Codex Vaticanus）是世界上现存最古老、最重要的希腊语圣经手抄本之一，得名于其存放地梵蒂冈宗座图书馆。此抄本于公元4世纪完成，书写材质为羊皮纸，以希腊语安色尔字体抄写而成，品质极高。直到另一著名版本的圣经手抄本《西奈抄本》被发现之前，在世界上没有任何一部希腊语圣经手抄本的品質能与《梵蒂冈抄本》相当。

## 内容
《梵蒂冈抄本》收录了除马加比一书至四书和《玛拿西祷言》之外的完整版七十士译本。其中创1:1-46:28a（计31张）、诗105:27-137:6b（计20张）遗失，由后人于15世纪时补齐。《王下》2:5-7、10-13由于一张纸部分撕裂亦已遗失。抄本《旧约》顺序如下：《创世纪》至《编年纪下》顺序正常，以下为《厄斯德拉上》、《厄斯德拉下》、圣咏集、《箴言篇》、《训道篇》、《雅歌》、《约伯传》、《智慧篇》、《德训篇》、《艾斯德尔传》、《友弟德传》、《多俾亚传》、小先知书《欧瑟亚》至《玛拉基亚》、《依撒意亚书》、《耶肋米亚书》、《巴路克》、《哀歌》、《耶肋米亚书信》、《厄则克耳》和《达尼尔》。
《梵蒂冈抄本》现存的《新约》部分包括《四福音书》、《宗徒大事录》、《大公书信》、《保祿书信》和《希伯来书》。不过其中缺少了《弟茂德前书》、《弟茂德后书》、《弟铎书》、《费肋孟书》和《若望默示录》。这些缺失的部分被15世纪的小写字体版本抄本替代了。其他缺失的章节包括《玛窦福音》16:2b-3、《马尔谷福音》16:9-20、《路加福音》22:43-44、《若望福音》5:4、7:53-8:11和《罗马人书》16:24。

## 形式
《梵蒂冈抄本》以四开形式装订，计有羊皮纸共759张。此抄本最初由830张书页组成，现今共有71张遗失，剩余《旧约》617张，《新约》142张。抄本的形式为每页分3栏，42行，每行16-18个字母，书页长度和宽度均为27厘米。这种每页分3栏的抄写形式在希腊语圣经抄本中非常罕见。由于这部抄本很少被使用，所以保存状态比较好。抄本中希腊文的抄写连贯而整洁，极少使用标点符号，除了一些间隔用的空白。抄本中的重音符号和变音符号是后人增添进去的。

## 抄写与校对
《梵蒂冈抄本》由三名抄写人共同完成，其中两人抄写《旧约》，一人抄写《新约》。在抄本《新约》部分的书页边缘空白处有很多奇怪的两点符号，似乎是为了标出原文不确定的地方，全书共有795个此符号（另有40处疑似此符号），标示这些符号的时间学术界尚没有定论。在1512页，希1:3的旁边空白处有一句有趣的注脚：“傻瓜无赖！你就不能不改动原文的意思吗！”（ ）说明此处的抄写错误不论是有意的还是无意的，对于其他抄写人来说都是一个十分显著的错误。

## 历史
《梵蒂冈抄本》的成书地点至今仍无定论，可能的地点包括罗马、意大利南部、亞歷山卓和卡萨里亚等。